# 新华街道 (图们市)
新华街道，是中华人民共和国吉林省延边朝鲜族自治州图们市下辖的一个乡镇级行政单位。

## 行政区划
新华街道下辖以下地区：
新平社区、新安社区、新民社区和新兴社区。